# 멀리사 세이지밀러
멀리사 세이지밀러(Melissa Sagemiller, 1974년 6월 1일 ~ )는 미국의 배우이다.

## 출연 작품

### 영화
- 소울 서바이버 (2001)
- 겟 오버 잇 (2001)
- 소로리티 보이즈 (2002)
- 섹스 마네킹 (2003)
- 클리어링 (2004)
- 스탠딩 스틸 (2005, Standing Still)
- 가디언 (2006)
- 미스터 우드콕 (2007)

### 텔레비전
- Sleeper Cell (2005-06)
- 로앤오더: 성범죄 전담반 (2010-11)